# Alborz (shahrestan)
Alborz (persiska: شهرستان اَلبرز, Shahrestan-e Alborz) är en delprovins (shahrestan) i Iran. Den ligger i provinsen Qazvin, i den västra delen av landet. Administrativt centrum är staden Alvand.
Alborz hade 242 865 invånare vid folkräkningen 2016.